# Широкорот молуцький
Широкорот молуцький (Eurystomus azureus) — вид сиворакшоподібних птахів родини сиворакшових (Coraciidae).

## Поширення
Ендемік Індонезії. Поширений лише в Північному Малуку. Трапляється на островах Хальмахера, Тернате, Тідоре, Касірута і Бачан. Мешкає у тропічних і субтропічних вологих низовинних лісах.